# Ernest Monis
Ernest Monis, Antoine, Emmanuel, Ernest de noms de fonts, (Châteauneuf-sur-Charente (Charente), 23 de maig del 1846 - Mondouzil (Châteauneuf-sur-Charente), 25 de maig del 1929) va ser un advocat i polític francès que ocupà càrrecs governamentals.

## Biografia
Net d'un obrer agrícola espanyol emigrat, nasqué a Châteauneuf al carrer que actualment en porta el nom. Es titulà en advocacia a Cognac amb 22 anys i entrà al consell municipal d'aquesta ciutat. Era d'ideari republicà radical i representà judicialment nombrosos periodistes republicans de la regió. Entrà a la lluita parlamentària sent elegit diputat, de 1885 a 1889, i senador (1891-1920) per la Gironda. D'aquest departament també en presidí el Consell General del 1907 al 1919.
René Waldeck-Rousseau l'inclogué en el seu govern atorgant-li la cartera de Justícia, càrrec que exercí del 22 de juny del 1899 al 7 de juny del 1902. En aquest període presentà la llei d'associacions de l'1 de juliol del 1901, que al segle XXI encara emparava més d'un milió d'entitats no lucratives franceses; i obrí la professió d'advocat al gènere femení. Monis va ser nomenat president del Consell de Ministres el 2 de març del 1911, i constituí un govern, on s'atribuí la cartera d'Interior i Cultes i en què donà cabuda al perpinyanenc Juli Pams i Vallarino. El govern tot just durà uns mesos, i caigué poc després d'un gravíssim accident al camp d'aviació d'Issy-les-Moulineaux del 20 de maig del 1911 en què Monis hi fou greument ferit, amb una cama trencada i fortes contusions, però se'n sortí. el ministre Berteaux, però, hi deixà la vida quan l'aviador Louis Émile Train, pilotant un monoplà de disseny propi, intentà un aterratge d'emergència que acabà estavellant-se sobre el grup de personalitats que havia envaït la pista.
Monis fou, posteriorment, ministre de Marina al primer govern de Gaston Doumergue del 9 de desembre del 1913 fins a dimitir-ne el 20 de març del 1914. Morí tres lustres més tard, amb 83 anys, a la seva propietat "Mondouzil". Havia estat distingit amb la Gran Creu de l'orde de l'Àliga Blanca de Rússia. Els papers del polític es conserven amb la signatura 55AP als Arxius Nacionals de França.

## Govern Ernest Monis
El Govern Ernest Monis durà del 2 de març al 23 de juny del 1911. Passà sense excessiva rellevància, i es veié molt afectat per l'accident a Issy-les-Moulineaux, que matà el ministre de la Guerra Berteaux i ferí greument el president Monis. El Senat propicià la caiguda del govern el 23 de juny, i el president Armand Fallières encarregà al ministre de d'Economia Caillaux que formés un nou govern.
- President del Consell, ministre de l'Interior i de Cultes: Ernest Monis
- Ministre de Justícia: Antoine Perrier
- Ministre d'Afers Estrangers: Jean Cruppi
- Ministre de Finances: Joseph Caillaux
- Ministre de la Guerra: Maurice Berteaux (fins al 21 de maig del 1911); François Goiran (27 de maig a 23 de juny)
- Ministre de Marina: Théophile Delcassé
- Ministre d'Instrucció Pública i de Belles Arts: Théodore Steeg
- Ministre de Treballs Públics, Correus i Telègrafs: Charles Dumont
- Ministre de Comerç i Indústria: Alfred Massé
- Ministre d'Agricultura: Juli Pams
- Ministre de Colònies: Adolphe Messimy
- Ministre del Treball i de la Previsió Social: Joseph Paul-Boncour
- Sots-Secretari d'Estat d'Interior: Émile Constant
- Sots-Secretari d'Estat de Justícia: Louis Malvy
- Sots-Secretari d'Estat de Belles Arts: Étienne Dujardin-Beaumetz
- Sots-Secretari d'Estat de Correus i Telègrafs: Charles Chaumet